# اوژونتیس
اوژونتیس (به لاتین: Užventis) در لیتوانی با جمعیت ۸۴۴ نفر است که در samogitia واقع شده‌است.